# Cidinho
Alcides de Souza Faria Júnior, ou simplesmente Cidinho (Rio de Janeiro, 28 de Janeiro de 1993), é um futebolista brasileiro que atua como meia. Atualmente joga pelo Béziers, da cidade de Béziers, França.

## Carreira
Sempre apontado como o maior destaque das categorias de base do clube, Cidinho chegou ao Botafogo em 2001, aos 9 anos de idade, ainda no futsal. Após passar por todas as categorias, foi levado ao profissional em 2011, estreando contra em um jogo contra o Boavista pelo Campeonato Carioca de 2011. No mesmo ano, voltou aos juniores para disputar a final do Campeonato Carioca de Juniores, sendo responsável pelo gol de empate na final contra o Flamengo e pelo título da competição, que o Botafogo não conquistava a mais de 10 anos. Além disso, se sagrou artilheiro do campeonato com 7 gols marcados.
Marcou seu primeiro gol como profissional contra o Ceará, em setembro de 2011.
Cidinho integrou a delegação nacional que disputou os Jogos Pan-Americanos de 2011, em Guadalajara, no México.
Em 27 de março de 2013, quando o Botafogo venceu o Madureira por 2 a 1 na segunda rodada da Taça Rio, Cidinho se machucou e passou por uma operação no ligamento cruzado anterior do joelho esquerdo. A partir disso, ficou há mais de dois anos envolvido com lesões.

## Títulos
Botafogo
- Taça Rio: 2012, 2013
- Taça Guanabara: 2013
- Campeonato Carioca: 2013

## Personalidade
Cidinho é conhecido por sua humildade e por não se deixar iludir pela fama. Seu sonho, por exemplo, é ter um carro Gol e seu lugar preferido é Mesquita, uma cidade do Rio de Janeiro. Seu ídolo é o ex-jogador alvinegro Maicosuel e seu filme preferido é Velozes e Furiosos.

## Curiosidades
- Sempre usou a camisa 7 do Botafogo durante as categorias de base[7]
- Artilheiro do Campeonato Carioca de Juniores de 2011[10]